# Molí del Roquer
El Molí del Roquer és una obra de la Vall de Bianya (Garrotxa) inclosa a l'Inventari del Patrimoni Arquitectònic de Catalunya.

## Descripció
És un antic molí ubicat al costat de la riera de Bianya, a pocs metres del Mas Roquer. No disposa de planta en forma concreta perquè fou bastit adaptant-lo al penya-segat de la riera. Hi ha diferents etapes de construcció, fet que provoca que les teulades siguin a diferents nivells i vessants. Disposa de baixos, planta i pis, A la planta baixa poden conservar-se les moles i útils necessaris per moldre gra. S'hi accedeix a través de dos graons fets amb velles pedres de molí. La construcció es va fer amb pedra mal escairada i pedra volcànica. Completen el conjunt una pallissa i una era petita.

## Història
No hi ha dades històriques del molí però sí del mas al qual pertanyia: era emfiteuta del priorat de Sant Joan les Fonts. Fra Bartomeu Abalma, prior, l'estableix el 7 de setembre de 1356 a en Guillem Codina, de la parròquia de Capsec, per haver restat el mas sense persones a causa de la pesta.